# Szapolyai István

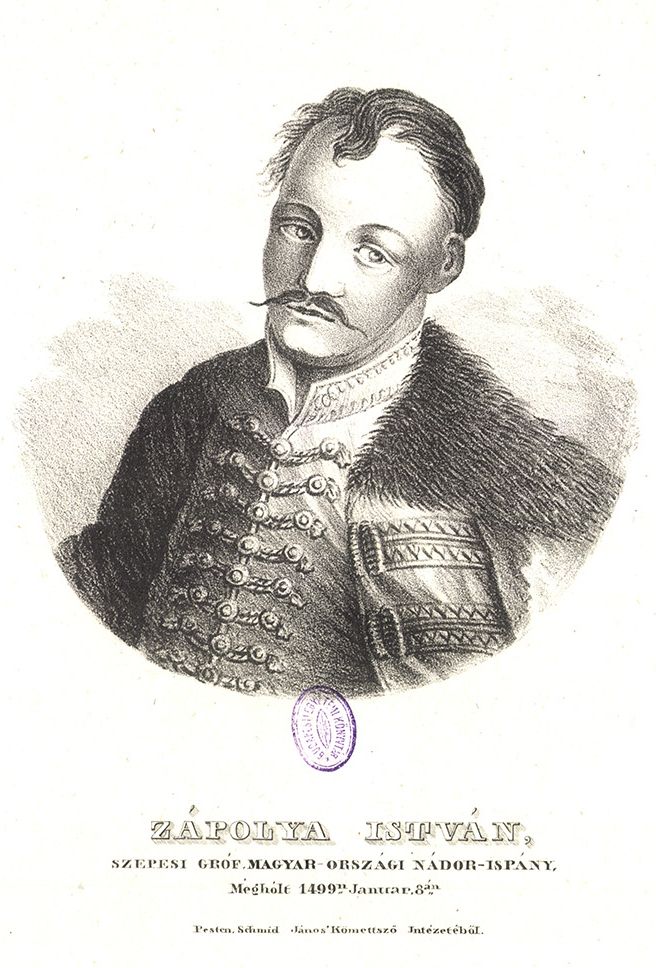
„Zápolya István, szepesi gróf magyar országi nádor-ispány”

Szapolyai István, (? – Pápa 1499. december 23.) főúr, nádor. Szapolyai Imre testvére, I. (Szapolyai) János király apja. 1474-81-ig Szilézia kormányzója,
1487-től Szepes vármegye örökös főispánja (szepesi gróf), 1489-90-ig I. (Hunyadi) Mátyás király által elfoglalt osztrák tartományok kormányzója, 1492-től a Magyar Királyság nádora.

## Élete
Apja, Szapolyai "Vajdafi" László volt. Eleinte bátyja, Imre katonai segítőjeként működött, vele, vagy helyette vezette hadjáratait. 1465-ben azonban Mátyás király felmentette bátyját tisztségeiből Szepes vármegye örökös főispáni címével – a köznyelv német mintára ekkor kezdte őket szepesi grófokként emlegetni – kárpótolva őt, de informálisan továbbra is fontos tényező maradt, akinek a király eseti megbízásokat adott. István ezután önálló politikai tényezővé vált.
A királyt ezután hadvezérként, kapitányi, helytartó végül főkapitányi szerepben szolgálta sziléziai és ausztriai hódításai során. 1474-ben ott volt a boroszlói táborban, majd 1481-ig ő lett a meghódított sziléziai terület kormányzója. Jutalmul a lengyel királyi Piast-dinasztia oldalágából kapva feleséget házasodhatott meg 1483-ban Hedvig tescheni hercegnővel. Mátyás ausztriai hadjáratában kezdetben nem játszott fontos szerepet. 1482-ben Brucknál fogságba esett, de megszökött. 1485-ben nagy szerepet játszott Cemahorai Jaroslav megbuktatásában és elfoglalta helyét Mátyás bizalmas katonai tanácsadói között.
Bátyja, Imre 1487-es halálakor öccsével, Szapolyai Miklós erdélyi püspökkel közösen 20 vár birtokosa volt, ennél többet a királyon kívül csak Mátyás törvénytelen fia, Corvin János herceg mondhatott magáénak. Az uradalmak Tokaj, Pápa és Trencsén körül csoportosultak, de Szapolya környékén is volt egy várbirtokuk az 1470-es évek óta.
1490. április 4-én Mátyás király részt vett a hosszú virágvasárnapi szertartáson, majd szédülni kezdett, a szemei elsötétedtek, mire a hálószobájába vitette magát, ahol hat óra tájban rosszul lett. Nyomban odahívták fiát, két unokatestvérét, Geréb Pétert és Mátyást, Nagylucseit, Bakóczot, Szapolyai István osztrák főkapitányt és Bátori István vajdát. A királynak nagy fájdalmai voltak, végül április 6-án, kedden reggel 7 és 8 óra között meghalt. Mátyás halála után hamarosan elterjedt a hír, hogy ellenségei megmérgezték. A 16. század történészei közül egyesek Beatrix királynét, mások Szapolyai Istvánt vádolták Mátyás megmérgezésével. A király korai halálához azonban egyiknek sem fűződött érdeke és az uralkodóval fennállt kapcsolatuk sem volt olyan, hogy a gyilkosságot indokolta volna. Később a Bonfini által leírt tüneteket vizsgálva megállapították, hogy azok nem mérgezésre, hanem agyvérzésre utalnak. Anekdotaként azonban feljegyezték, hogy Bécs kormányzója „ura halálhírére fölkapta hároméves fiacskáját, s felkiáltott: - Lennél csak idősebb, most királlyá tennélek.”
Mátyás halála lehetővé tette számára a további birtoknövelést. Ekkor – 1490-től – ő volt Ausztria főkapitánya. Az országtanács, hogy védeni tudja az ausztriai hódításokat, sok királyi jövedelmet adott át neki. Így királyi városokat (pl. Nagyszombat, Szakolca) és határvámokat. Ezek zömét az új király, II. Ulászló sem tudta visszaváltani tőle. Döntő szerepet játszott Ulászló királlyá választásában. A kortársak felrótták neki Bécs elvesztését – az osztrák részeket kardcsapás nélkül adta fel, majd megszökött Bécsből, de szökése előtt még kifosztotta Mátyás bécsi palotáját –, valamint a magyar trónt magának követelő, János Albert lengyel herceg elleni határozatlan fellépést – ami ugyan az eperjesi csatával sikeresen végződött 1492-ben –, de ezután hatalma megkérdőjelezhetetlen lett, 1492 márciusában – a bátyja halála utáni 5 év üresedés után – ő lett a nádor, amely címet haláláig megtartotta.
Ezután hol törvényes, hol törvénytelen módon folytatta a vagyongyűjtést. Az 1493. őszi budai országgyűlés feloszlatása után óriási megrökönyödést keltett az egész országban, amikor, mint a Magyar Királyság nádora és a Szent Korona őre hirtelen ostrom alá vette és hamarosan el is foglalta Corvin János herceg bajmóci várát. Megszerezte Corvin János vagyonának egy részét, valamint Kinizsi Pál örökségének egy részét is. 1495-ben már ő volt az ország leggazdagabb főura. Ulászló király mindezt kénytelen volt tűrni, mivel ő volt a királyi kincstár legnagyobb hitelezője. Corvin János és Frangepán Bernát gróf 1496. évi lázadása során a rózsahegyi csatában szétverte a lázadók Lengyelország felől támadó zsoldosseregét.
Eszközökben nem válogatva szerezte hatalmas vagyonát, amiért az 1497. évi országgyűlésen számos felszólaló elítélte. Családi birtokait olyan mértékben növelte, hogy élete végén 72 vár és uradalom birtokosa volt, 1493–99 között Szepeshelyen családi temetkezőkápolnát alapított, Trencsén és Szepes várában nagyban építkezett, Tokajban pálos kolostort alapított. A szepeshelyi kápolnában temették el, sírköve fennmaradt.
Szapolyai István mindent elkövetett, hogy János fia számára egyengesse a trónhoz vezető utat. Mikor meghalt, az özvegye még ügyesebben szőtte a terveket, úgyhogy fia az ifjú Szapolyai János, mint a nemzeti párt király-jelöltje és vezére 1510-ben, huszonnégy éves korában, Erdély királyi helytartója és egyedüli vajdája lett és így az ország egyik legtekintélyesebb hadseregének parancsnoka is.

## Családja
Két feleségétől összesen 2 fia és 3 lánya született.
Első felesége homonnai Drugeth Simon lánya volt, akit Zubánics László (2017) szerint Margitnak hívtak.
Második feleségétől – 1483-ban házasodtak – Hedvig tescheni hercegnőtől született gyermekei:
- János (1487–1540), magyar király (1526–1540)
- György (1488k–1526), a mohácsi csata egyik fővezére Tomori Pál társaként
- Krisztina (téves névváltozat: Margit) (1480-as évek–1526) Homonnai János felesége[15]
- Borbála (1495–1515), lengyel királyné, Öreg Zsigmond lengyel király első felesége